# So in Love (Orchestral Manoeuvres in the Dark)
So in Love è un singolo del gruppo synth pop britannico Orchestral Manoeuvres in the Dark, pubblicato nel 1985 ed estratto dall'album Crush.

## Tracce
- 7"

1. So in Love – 3:29
2. Concrete Hands – 3:46